# Шанкс, Джеймс Стюарт
Джеймс Стюарт Шанкс (англ. James Steuart Shanks; 1826—1911) — английский коммерсант, московский купец.

## Биография
Учился в Лейденском университете.
В 1852 году вместе с Хенриком Конрадом (Андреем) Болином (1818—1888) основал коммерческое предприятие «Английский магазин. Шанкс и Болин» («Shanks & Bolin, Magasin Anglais»). Шанкс и Болин помимо серебряных изделий торговали ещё и изысканными аксессуарами для женщин — сумками, веерами, шлейфами, украшениями для волос, кружевами, мехами, перчатками. Также предлагались эксклюзивные ювелирные изделия и драгоценные камни от Карла Болина, из Санкт-Петербурга. В 1867 году Дж. Шанкс записался в московское купечество.
В 1880-х годах магазин Шанкса и Болина находился в доме Третьякова на Кузнецком мосту (д. 9), напротив магазина Карла Фаберже. После смерти Андрея Болина, Дж. Шанкс открыл собственный торговый дом «SHANKS & Co». Ювелирная мастерская Шанкса, продолжая выпускать серебряные изделия, в том числе оправы для великолепного английского фарфора и фаянса знаменитых марок, помимо прочего, выпускала изящные украшения, не уступавшие по качеству произведениям ведущих московских фирм.

### Семья
В 1853 году Джеймс Шанкс женился на Марии Луизе Шиллинг (немецко-балтийского происхождения). У них было девять детей. Сын, Джеймс (1861—1952) оставаясь британским подданным со 2-й половины 1896 года состоял в московском купечестве. Две его дочери стали профессиональными художницами: Эмилия (1857—1936) входила в ТПХВ, Мария (Elizabeth Mary) (1866 — после 1949) — иллюстрировала произведения Л. Н. Толстого. Старшая дочь Луиза (1855—1939) переводила романы Толстого на английский язык, эти переводы считались лучшими в своё время. Внук en:George Shanks (1896—1957) стал первым переводчиком на английский язык Протоколов сионских мудрецов.